# Rivière Saint Charles (Colorado)
Pour les articles homonymes, voir rivière Saint-Charles.
La rivière Saint Charles (en anglais : Saint Charles River) est un affluent de rivière de la rivière Arkansas, dans l'état du Colorado, aux États-Unis. Cette rivière d'une longueur de 64,6 mi coule à partir d'une source près de Saint Charles Peak à les Wet Mountains du sud du Colorado. Il rejoint la rivière Arkansas à l'est de Pueblo, Colorado.